# ワキタ
株式会社ワキタ（英: Wakita & Co., LTD.）は、大阪府大阪市西区江戸堀に本社を置く土木・建築機械のリースならびに各種店舗の企画・開発ほか不動産事業などをおこなう専門商社である。みどり会の会員企業であり三和グループに属している。
コーポレート・メッセージは「Build Up Tomorrow.」

## 概要
土木・建築機械のリースをメインに、ショッピングモールなどのテナント開発、不動産開発などをおこなう。また建築機械などでは洗浄用のハイドロウォッシャー、アスファルト舗装用のバイブレーションランマーなど一部製品は自社で製造していたが、2011年から他社に委託している。
また土木・建築機械の輸出入の他、建材などの輸入、賃貸ビル・分譲住宅の施工などもおこなっている。
この他ブライダル・カラオケなどのアミューズメント事業も手掛けている。また過去には1996年に通信カラオケ「SynCom」を発売していたことでも知られる（ただし内容的にはエクシングが扱うSONGOKUのOEMであったため、2005年内で配信を中止し、全ての権利をエクシングに譲渡している）。

## 沿革
- 1955年3月 - 大阪市西区梅本町(現 本田1丁目)において脇田機械工業所を創業。
- 1960年3月 - 資本金200万円の株式会社に改組。商号を脇田機械工業株式会社に変更。
- 1974年3月 - 博玉メリヤス株式会社を株式の額面変更を目的として吸収。商号を株式会社ワキタに変更。
- 1979年10月 - 大阪証券取引所 市場第二部に上場
- 1983年2月 - 本社事務所を大阪市南区(現 大阪市中央区)に移転。
- 1989年8月 - 大阪証券取引所　市場第一部銘柄に指定
- 2000年3月 - 登記上の本社を大阪市西区江戸堀に変更
- 2007年3月 - 千葉リース工業株式会社を連結子会社化
- 2013年7月 - 東京証券取引所　市場第一部銘柄に指定
- 2016年3月 - 八洲商会株式会社を連結子会社化
- 2017年9月 - 株式会社泉リースを連結子会社化
- 2018年3月 - 東日興産株式会社を連結子会社化
- 2018年11月 - 信陽機材リース販売株式会社及びその関連会社を連結子会社化
- 2019年3月 - サンネットワークリブ株式会社を連結子会社化
- 2019年4月 - 有限会社泰成重機(現 株式会社泰成重機)を連結子会社化
- 2019年11月 - 株式会社CSS技術開発を連結子会社化
- 2021年9月 - 株式会社グランドアース及び株式会社九州機械センターを連結子会社化